# 艾伦 (中国演员)
艾倫（1983年4月10日—），北京人，開心麻花簽約演員。畢業於北京電影學院表演系。

## 演藝歷程
- 2004年，出演電視劇《搭錯車》，這是他第一次出演電視劇[1]。
- 2005年，在電視劇《京華煙雲》中飾演一位邮差。[2]

## 小品

### 電視劇
| 時間   | 名稱           | 角色   |
| 2004年 | 搭錯車         |        |
| 2005年 | 京華煙雲       | 郵差   |
| 2008年 | 男人底線       |        |
| 2023年 | 今生也是第一次 | 程领先 |
| 2025年 | 成家           | 冯清鸣 |

### 電影
| 時間   | 名稱                   | 角色         |
| 2015年 | 夏洛特煩惱             | 大春         |
| 2017年 | 情圣                   | 艾木         |
| 2017年 | 羞羞的铁拳             | 艾迪生       |
| 2018年 | 西虹市首富             | 高然         |
| 2018年 | 來電狂響               | 张弛（客串） |
| 2018年 | 李茶的姑妈             | 梁杰瑞       |
| 2019年 | 老师·好                | (客串)       |
| 2019年 | 人间·喜剧              | 濮通         |
| 2019年 | 跳舞吧！大象           | 皮鲍十       |
| 2020年 | 急先鋒                 | 张凯旋       |
| 2020年 | 溫暖的抱抱             | 裁判         |
| 2021年 | 发财日记(網絡電影)     | 马露前夫     |
| 2021年 | 遇见喵星人             | 数学怪       |
| 2021年 | 我和我的父辈           | 王明图爸爸   |
| 2022年 | 李茂扮太子             | 杨父         |
| 2022年 | 这个杀手不太冷静       | 卡尔         |
| 2023年 | 超能一家人             | 郑前         |
| 2023年 | 好像也没那么热血沸腾   | 教练         |
| 2024年 | 史上最强弟子(網絡電影) | 孔龙         |
| 2024年 | 好运来                 | 主持人       |
| 2025   | 火锅艺术家             | 贾总         |
| 2025   | 根本停不下来(網絡電影) | 路怒男       |
| 待上映 | 美人鱼2                |              |
| 待上映 | 心动保单               |              |

### 舞台劇
| 時間   | 劇名                        | 備註 |
| 2006年 | 《開心麻花2007·瘋狂的石頭》 |      |
| 2008年 | 《開心麻花·阿翔》           | 主演 |
| 2008年 | 《開心麻花2009·甜咸配》     |      |
| 2009年 | 《開心麻花·一個大俠的誕生》 | 主演 |
| 2009年 | 《開心麻花2010·索馬裏海盜》 |      |
| 2010年 | 《開心麻花2011·烏龍山伯爵》 | 主演 |
| 2011年 | 《開心麻花2012·旋轉卡門》   | 主演 |

### 話劇
| 時間                  | 劇名               |
| 2000年9月             | 《未成年》         |
| 2007年2月23日         | 《滿城都是金字塔》 |
| 2007年11月1日-12月2日 | 《古屋麗影》       |
| 2008年12月11日-28日   | 《暗殺Qi-Go》      |
| 2009年12月23日        | 《瘋人院飛了》     |
| 2012年4月18日-22日    | 《第一次親密接觸》 |

### 小品
| 時間   | 小品名               | 合作演員                         | 小品出處               |
| 2010年 | 《新春兔寶寶》       | 宋陽、馬麗、黃才倫、王寧、常遠   | 北京電視台新春聯歡晚會 |
| 2011年 | 《落葉歸根》         | 常遠、王寧                       | 央視小品大賽（三等獎） |
| 2012年 | 《今天的幸福》       | 黃楊、沈騰                       | 央視龍年春晚           |
| 2013年 | 《大城小事》         | 常遠、王寧                       | 央視蛇年春晚           |
| 2013年 | 《鬧元宵》           | 常遠、王寧、沈騰、馬麗、杜曉宇等 | 元宵晚會               |
| 2014年 | 《同學會》           | 常遠、王寧                       | 元宵晚會               |
| 2015年 | 《外賣奇遇記》       | 常遠、王寧                       | 江蘇衛視春晚           |
| 2015年 | 《男大當婚》         | 常遠、王寧、趙妮娜               | 遼寧衛視春晚           |
| 2015年 | 《其實你不懂我的心》 | 常遠、王寧、冷旭陽               | 元宵晚會               |
| 2022年 | 《还不还》           | 沈腾、马丽、常远、王成思、许文赫 | 央视虎年春晚           |